# Fuinhas
Fuinhas é uma localidade portuguesa do Município de Fornos de Algodres, na antiga província da Beira Alta, região do Centro e sub-região da Serra da Estrela, que foi sede da extinta Freguesia de Fuinhas, freguesia que tinha 6,18 km² de área e 92 habitantes (2011), e, por isso, uma densidade populacional de 14,9 hab/km². 
A Freguesia de Fuinhas foi extinta em 2013, no âmbito de uma reforma administrativa nacional, para, em conjunto com a Freguesia de Sobral Pichorro, formar uma nova freguesia denominada União das Freguesias de Sobral Pichorro e Fuinhas com a sede em Sobral Pichorro.
A aldeia de Fuinhas remonta à data de 1527, ano em que tinha por nome Funha.
A Freguesia de Fuinhas englobava quatro lugares: Lameira (o centro da aldeia onde se situa a igreja matriz e a sede da junta de freguesia), Santo Amaro (onde se situa a capela homónima e onde se faz grande romaria a 15 de Janeiro e também no domingo mais próximo), Casas e Corujeira. À saída da aldeia, a caminho de Celorico da Beira, existe ainda a capela de Nossa Senhora do Carmo.

## Património
- Igreja Matriz de Fuinhas
- Capela de Santo Amaro (Fuinhas)
- Capela de Nossa Senhora do Carmo (Fuinhas)

| Nº de habitantes | Nº de habitantes | Nº de habitantes | Nº de habitantes | Nº de habitantes | Nº de habitantes | Nº de habitantes | Nº de habitantes | Nº de habitantes | Nº de habitantes | Nº de habitantes | Nº de habitantes | Nº de habitantes | Nº de habitantes | Nº de habitantes | Nº de habitantes |
| ---------------- | ---------------- | ---------------- | ---------------- | ---------------- | ---------------- | ---------------- | ---------------- | ---------------- | ---------------- | ---------------- | ---------------- | ---------------- | ---------------- | ---------------- | ---------------- |
| Censo            | 1864             | 1878             | 1890             | 1900             | 1911             | 1920             | 1930             | 1940             | 1950             | 1960             | 1970             | 1981             | 1991             | 2001             | 2011             |
| Habit            | 335              | 425              | 374              | 424              | 424              | 414              | 420              | 391              | 387              | 326              | 256              | 242              | 207              | 180              | 144              |
| Varº             |                  | +27%             | -12%             | +13%             | +0%              | -2%              | +1%              | -7%              | -1%              | -16%             | -21%             | -5%              | -14%             | -13%             | -20%             |

|     | 0-14 anos | 15-24 anos | 25-64 anos | 65 e + anos |
| Hab | 16 \| 2   | 10 \| 12   | 46 \| 40   | 38 \| 38    |
| Var | -88%      | +20%       | -13%       | +0%         |